# بيمبروك (ماساتشوستس)
بيمبروك (بالإنجليزية: Pembroke, Massachusetts)‏ هي بلدة أمريكية تقع في الولايات المتحدة في Plymouth County. يقدر عدد سكانها بـ 17,837 نسمة ومساحتها 60.8 كم2 وترتفع عن سطح البحر 21 متر.

## أعلام
- جوزيه سميث
- دوين جويس
- هاري إرفينغ ثاير
- بيتر ميتكالف
- توماس همفري كاشينج